# Giuseppe Gaetano Descalzi
Giuseppe Gaetano Descalzi (Chiavari, 1767 – Chiavari, 22 dicembre 1855) è stato un ebanista italiano.

## Biografia
Giuseppe Gaetano Descalzi nacque a Chiavari nella Repubblica di Genova nel 1767 da un bottaio. Venne soprannominato "il Campanino" poiché proveniva da una famiglia di suonatori di campane.
Divenuto allievo di bottega di uno dei migliori falegnami di Chiavari, nel 1795 con il fratello aprì un laboratorio di produzione di mobili. Ricevette nel 1796 una medaglia d'argento per due cassettoni dalla Società Economica di Chiavari, fondata cinque anni prima dal Marchese Stefano Rivarola.
Introdusse anche l'uso dell'ardesia del Monte San Giacomo come alternativa a basso costo del marmo.

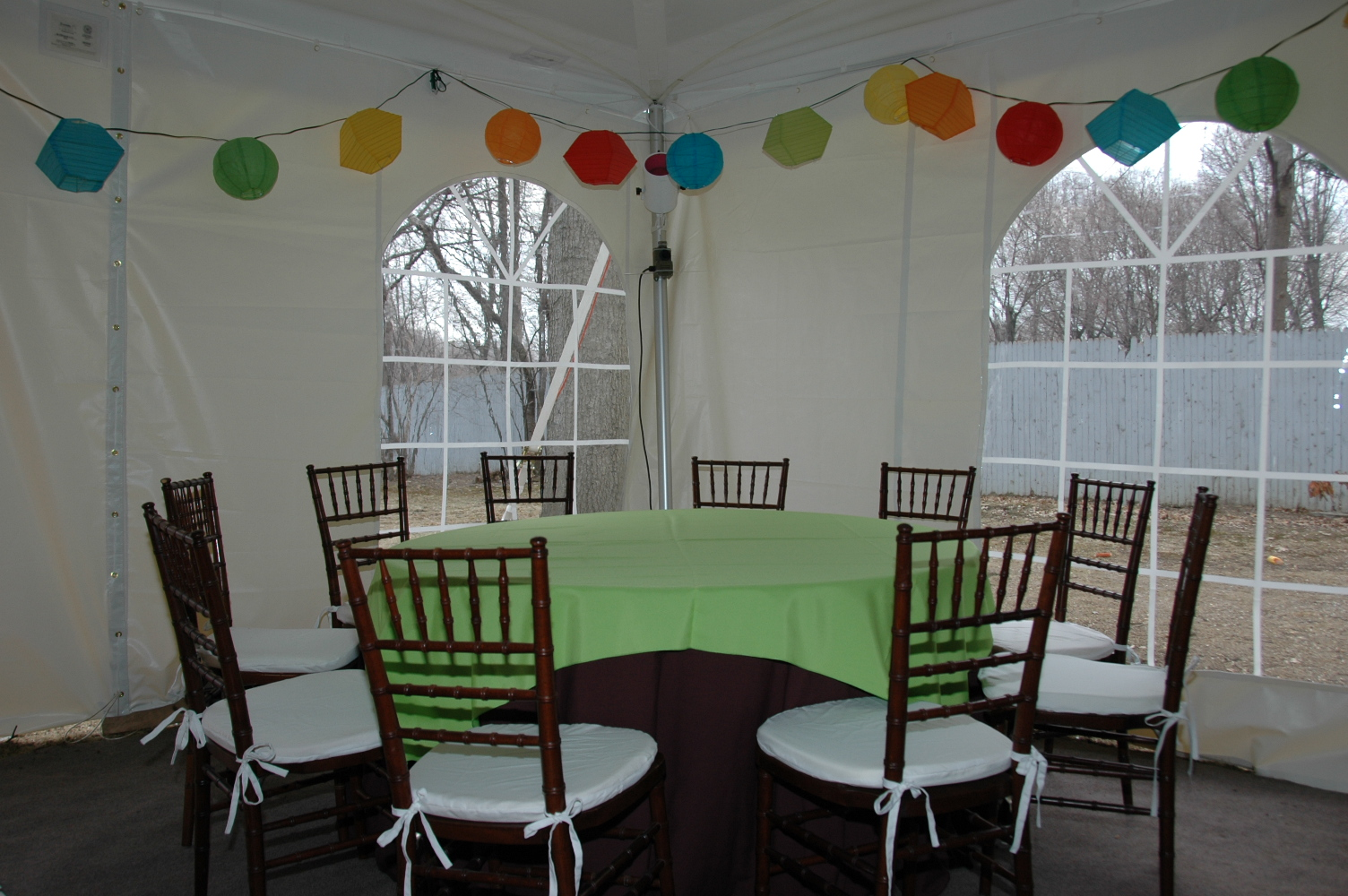
Sedie di Chiavari

Nel 1807 il marchese di Rivarola lo sfidò a produrre una nuova sedia ispirandosi ad un modello portato da Parigi, creando così la sedia di Chiavari, o chiavarina, divenuta estremamente popolare. I figli Emanuele e Giacomo ed i loro discendenti continuarono la produzione, e diverse fabbriche aprirono a Chiavari e nei dintorni, sviluppando l'industria mobiliera ad oggi ancora presente nella zona.

## Collegamenti
- Maria Flora Giubilei, DESCALZI, Giuseppe Gaetano, detto il Campanino, in Dizionario biografico degli italiani, vol. 39, Roma, Istituto dell'Enciclopedia Italiana, 1991.
- La storia della chiavarina su Levaggi Sedie

| Controllo di autorità | VIAF (EN) 200750440 |